# Yukon-Tanana Upland
Das Yukon-Tanana Upland (auch Yukon-Tanana Highlands oder Tanana Hills genannt) ist ein 610 km ausgedehntes und im Schnitt etwa 600 bis 1300 m hohes Gebirge in der Region Interior von Alaska. Es erstreckt sich zwischen Tanana und Yukon River von den Minto Flats im Westen bei (Tanana) über die Grenze des kanadischen Territorium Yukon im Osten bis nach Dawson City und ist Teil der Intermontane Plateaus.
Im Norden geht das Gebirge in das breite Tal des Yukon und das Yukon Flats National Wildlife Refuge über. Im Süden liegt das Tanana Valley, die am dichtesten bevölkerte Region Alaskas nördlich der Alaskakette.
Der einzige benannte Gebirgszug innerhalb der Yukon-Tanana Uplands sind die White Mountains im Westen der Region, während die Gebirgszüge im Osten keine Namen tragen. Im White Mountains National Recreation Area liegt der Oberlauf des Beaver Creek und im Steese National Conservation Area der des Birch Creek. Beide Flüsse sind als National Wild and Scenic Rivers ausgewiesen. Der höchste Berg ist der Mount Harper mit 1994 m.
Der Steese Highway von Fairbanks nach Circle durchquerst die Tanana Hills.
Im Internet werden häufig die Ray Mountains als Teil der Yukon-Tanana Uplands genannt. Tatsächlich gehören sie jedoch zu den nordwestlich anschließenden Kokrine-Hodzana Highlands.